# Burenstamska huset

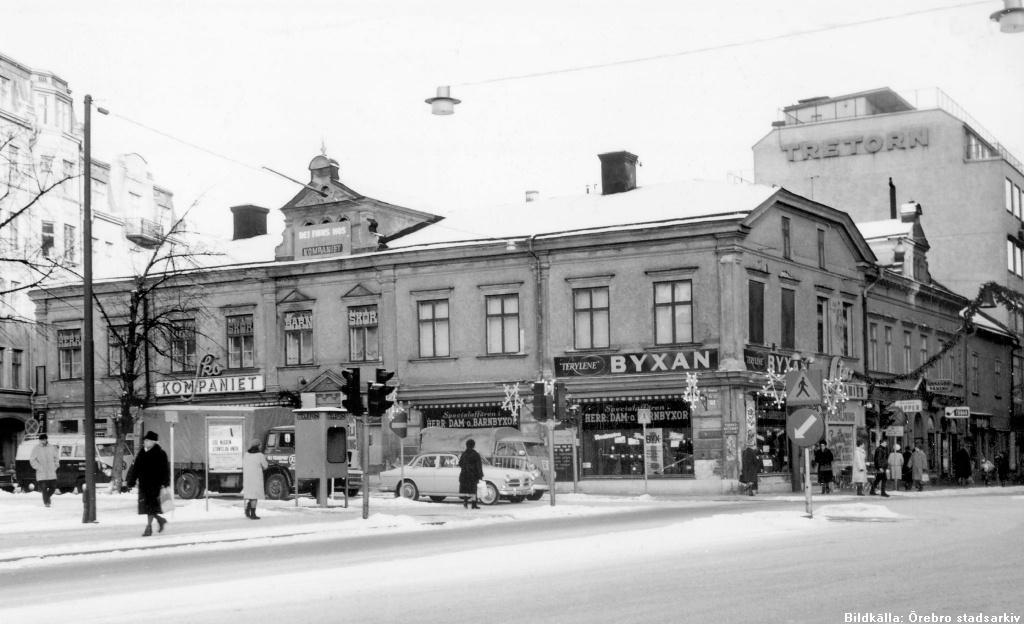
Burenstamska huset (nu rivet) vid Järntorget.

Burenstamska huset var en byggnad i Örebro som låg vid dagens Järntorget. Huset låg i hörnet av Olaigatan och Storgatan, med adress N:o 110 Norr, senare Olaigatan 15 och Storgatan 5. Huset uppfördes omkring år 1780, troligen av landshövdingen Johan Abraham Hamilton, och kallades därför från början Hamiltonska huset. Det förvärvades i början av 1800-talet av brukspatronen Olof Burén på Skyllbergs bruk. Denne blev adlad Burenstam, varför huset kom att kallas Burenstamska huset.
Huset ärvdes 1835 av sonen,  överstelöjtnant J.D. Burenstam. Det såldes vidare till överstelöjtnant C.L. Holst, och senare till konditor Edvard Winström. Den sistnämnde bedrev där hotellrörelse under namnet Hotell Svea. Under ett flertal år hade Örebro spritförsäljnings AB försäljning av spritdrycker i bottenvåningen.
Under Riksdagen 1812 bodde kronprins Karl Johan i huset med sin familj. År 1833 bodde kronprins Oscar här under en period.